# Merothrips productus
Merothrips productus är en insektsart som beskrevs av Ian A. Hood 1938. Merothrips productus ingår i släktet Merothrips och familjen Merothripidae. Inga underarter finns listade i Catalogue of Life.